# Hello My Name Is...
Hello My Name Is... es el álbum debut de la cantante y compositora estadounidense Bridgit Mendler lanzado el 22 de octubre de 2012, a través de Hollywood Records. El primer sencillo del álbum, «Ready or Not», fue lanzado el 7 de agosto de 2012. Se estrenó el 3 de agosto de 2012, y fue lanzado como descarga digital el 7 de agosto de 2012. La canción fue escrita por la misma Mendler, Emanuel "Eman" Kiriakou y Evan "Kidd" Bogart. La canción debutó en el número 98 y alcanzó el puesto número 49 en la lista de los Estados Unidos, Billboard Hot 100. Fue más tarde certificado Oro en Canadá y Platino en Nueva Zelanda. Ha lanzado tres canciones más para promocionar su álbum: «Hurricane»; que es el segundo sencillo oficial del álbum, «Forgot to Laugh» y «Top of the World».
El álbum recibió críticas generalmente positivas de los críticos de música, alabando la voz de Mendler y las habilidades para escribir canciones, pero fue criticada por las canciones que suenan muy parecidos y carecían de sentido. Debutó en el número 30 en la lista de los Estados Unidos Billboard 200 y en el número 20 en la lista de los Estados Unidos Billboard Digital Albums. También llegó al número 17 en la lista Polish Albums Chart, el primer país para listar fuera de los Estados Unidos..

## Antecedentes, composición y lanzamiento
Mendler originalmente anunció que su álbum sería lanzado en septiembre de 2012. También se anunció que su sencillo, «Ready or Not», se estrenaría en la radio de niños el 3 de agosto de 2012, estará disponible para comprar el 7 de agosto de 2012, e impacto el top 40 de la radio el 20 de agosto de 2012. La canción impactó la radio comercial el 21 de agosto de 2012. La fecha de lanzamiento del álbum fue cambiado más adelante al 22 de octubre de 2012. La lista de canciones y portada del álbum fue anunciado el 20 de agosto de 2012. El álbum tiene un sonido "tipo de cosas como acústico, soul jazzy funky".

## Recepción

### Rendimiento en las listas
El álbum debutó en el número 30 en el Billboard 200 en los Estados Unidos y en el número 30 en el Billboard Digital Albums en los Estados Unidos. Según Billboard y Soundscan, el álbum vendió más de 12.000 copias en su primera semana de lanzamiento. El álbum ha vendido más de 405.775 copias hasta la fecha en los Estados Unidos. Debutó y alcanzó el puesto número 17 en el Polish Albums Chart, lo que lo convierte en el primer país en listar fuera de los Estados Unidos.

## Sencillos
«Ready or Not» es el primer sencillo del álbum. Se estrenó el 3 de agosto de 2012, y fue lanzado como descarga digital el 7 de agosto de 2012. La canción fue escrita por la misma Mendler, Emanuel "Eman" Kiriakou y Evan "Kidd" Bogart. La canción recibió críticas positivas de los críticos de música, alabando el sonido único de la canción y también la voz de Mendler, que han sido comparada con Carly Rae Jepsen y Demi Lovato. La canción debutó en el número 98 y alcanzó el puesto número 49 en el Billboard Hot 100 de los Estados Unidos, el número 80 y alcanzó el puesto número 48 en el Canadian Hot 100, y en el número 14 y alcanzó el puesto número 12 en el Top Heatseekers de los Estados Unidos. También ha debutado en el número 17 y alcanzó el puesto número 12 en el New Zealand Singles Chart, convirtiéndose en su primer Top 20 hit internacional. Ha vendido 21.000 copias en su primera semana de acuerdo con Nielsen SoundScan.
«Hurricane» fue previamente lanzado como sencillo promocional en iTunes para Single of Week el 22 de octubre de 2012. Más tarde se anunció que es el segundo sencillo oficial. La canción recibió críticas positivas de los críticos de música, alabando la voz de Mendler y la influencia de reggae en la canción. Los críticos alabaron en gran medida las habilidades para rapear de Mendler, que han sido comparada con Cher Lloyd y Lily Allen. La canción debutó en el número 194 de el South Korean International Singles Chart, por lo que es la segunda canción en listar en el país.

### Sencillos promocionales
«Forgot to Laugh» fue escuchado el 4 de octubre de 2012, a través de Idolator. Fue subido a la página de YouTube de Mendler al día siguiente. Incluso sin haber sido lanzado como sencillo, la canción ya ha recibido críticas positivas, diciendo que la canción "es un brillante, himno pop-rock impulsado la guitarra, cargado de metáforas ingeniosas que darían a Taylor Swift una carrera por su dinero" y concluyó que "él fuerte songcraft es aún más impresionante teniendo en cuenta que la misma Mendler co-escribió la canción". Según MTV, fue producido por Emanuel "Eman" Kiriakou y Evan "Kidd" Bogart, las mismas personas que produjeron "Ready or Not". Rachel Brodsky de MTV también fue positiva con su opinión, que describe la canción como "es al mismo tiempo soleado y sabio, y parece deleitarse en la amistosa insolencia y fuerza de Cher Lloyd y el rápido hablar know-how de Lily Allen".
«Top of the World» se estrenó el 12 de octubre de 2012, a través de Radio Disney Planet Premiere. La canción fue incluida en la duodécima temporada de American Idol durante las audiciones de "Charlotte".

## Actuaciones acústicas
Mendler actualmente ha estado grabando versiones acústicas de algunas de sus canciones fuera del disco y VEVO lo ha estado subiendo en su cuenta titulada "BridgitMendlerVEVO". La primera canción que se hizo acústica fue "Ready or Not", la segunda fue "Hurricane", la tercera fue "5:15", la cuarta fue "Blonde", la quinta fue "Love Will Tell Us Where to Go", y la sexta fue "Top of the World".
- "Ready or Not" - 3:23
- "Hurricane" - 4:04
- "Blonde" - 3:09
- "5:15" - 3:56
- "Love Will Tell Us Where to Go" - 3:22
- "Top of the World" - 3:03

## Lista de canciones
| Standard edition |                                 |                                                                                       |                                        |          |  |
| N.º              | Título                          | Escritor(es)                                                                          | Producer(s)                            | Duración |  |
| 1.               | «Ready or Not»                  | Bridgit Mendler, Emanuel "Eman" Kiriakou, Evan "Kidd" Bogart, Thom Bell, William Hart | Kiriakou, Andrew "Goldstein" Goldstein | 3:21     |  |
| 2.               | «Forgot to Laugh»               | Mendler, Kiriakou, Bogart                                                             | Kiriakou, Goldstein                    | 3:09     |  |
| 3.               | «Top of the World»              | Mendler, Kiriakou, Jai Marlon, Laura Raia, David Ryan, Freddy Wexler                  | Kiriakou, Goldstein                    | 3:28     |  |
| 4.               | «Hurricane»                     | Mendler, Kiriakou, Bogart, Goldstein                                                  | Kiriakou, Goldstein                    | 4:03     |  |
| 5.               | «City Lights»                   | Mendler, Marlon, Ryan, Wexler                                                         | Marlon, Wexler                         | 4:00     |  |
| 6.               | «All I See Is Gold»             | Mendler, Kiriakou, Goldstein, Priscilla Renea                                         | Kiriakou, Goldstein                    | 2:53     |  |
| 7.               | «The Fall Song»                 | Mendler, Kiriakou, Bogart                                                             | Kiriakou, Goldstein                    | 3:39     |  |
| 8.               | «Love Will Tell Us Where to Go» | Mendler, Kiriakou, Marlon, Ryan, Wexler                                               | Kiriakou, Goldstein, Marlon*, Wexler*  | 3:22     |  |
| 9.               | «Blonde»                        | Mendler, Leah Haywood, Daniel Pringle                                                 | Dreamlab                               | 3:08     |  |
| 10.              | «Rocks at My Window»            | Mendler, Kiriakou, Bogart, Goldstein                                                  | Kiriakou, Goldstein                    | 3:12     |  |
| 11.              | «5:15»                          | Mendler, Kiriakou, Renea, Goldstein                                                   | Kiriakou, Goldstein                    | 3:55     |  |
| 12.              | «Hold On for Dear Love»         | Mendler, Donnell Shawn Butler, Wexler                                                 | Wexler                                 | 3:59     |  |
| 42:09            |                                 |                                                                                       |                                        |          |  |

| Digital-only Deluxe edition bonus tracks |                 |                                          |          |  |
| N.º                                      | Título          | Música                                   | Duración |  |
| 13.                                      | «We're Dancing» | Mendler, Josh Alexander, Billy Steinberg | 3:10     |  |
| 14.                                      | «Postcard»      | Mendler, Alexander, Steinberg            | 3:25     |  |
| 15.                                      | «Quicksand»     | Mendler, Kiriakou, Wexler                | 3:21     |  |

(*) Indica coproductor
Notas
- "Ready or Not" contiene la interpolación de «Ready or Not Here I Come (Can't Hide from Love)» de The Delfonics.

## Posicionamientos

### Semanales
| País           | Lista                   | Mejor Posición |
| -------------- | ----------------------- | -------------- |
| Argentina      | CAPIF                   | 14             |
| Australia      | Australian Albums Chart | 58             |
| Estados Unidos | Billboard 200           | 30             |
| Estados Unidos | Digital Albums          | 20             |
| Francia        | French Albums Chart     | 95             |
| Polonia        | Polish Music Charts     | 17             |
| España         | Spanish Albums Chart    | 26             |
| Reino Unido    | UK Albums Chart         | 107            |

### Certificaciones
| País | Certificación | Ventas |
| --- | ------------- | ------ |
| Argentina (CAPIF) | Oro           | 20,000 |
| *las cifras de ventas sobre la base de la certificación por sí sola ^cifras de envíos sobre la base de la certificación por sí sola xcifras no especificadas sobre base de la certificación por sí sola |               |        |

## Historial del lanzamiento
| País           | Fecha                 | Edición(es)      | Sello discográfico |
| -------------- | --------------------- | ---------------- | ------------------ |
| Estados Unidos | 22 de octubre de 2012 | Standard, deluxe | Hollywood Records  |
| Canadá         | 23 de octubre de 2012 | Standard         | Hollywood Records  |
| Alemania       | 23 de octubre de 2012 | Standard         | Hollywood Records  |
| Países Bajos   | 23 de octubre de 2012 | Standard         | Hollywood Records  |
| Australia      | 26 de octubre de 2012 | Standard         | Hollywood Records  |
| Nueva Zelanda  | 26 de octubre de 2012 | Standard         | Hollywood Records  |
| Argentina      | 19 de febrero de 2013 | Standard         | Universal Music    |
| Brasil         | 26 de febrero de 2013 | Standard         | Universal Music    |